# Società Sportiva Sambenedettese 1982-1983
Questa voce raccoglie le informazioni riguardanti la Società Sportiva Sambenedettese nelle competizioni ufficiali della stagione 1982-1983.

## Rosa
| N. |                   | Ruolo | Calciatore         |
| -- | ----------------- | ----- | ------------------ |
|    | Italia (bandiera) | A     | Luciano Adami      |
|    | Italia (bandiera) | P     | Massimo Bianchi    |
|    | Italia (bandiera) | D     | Ugo Bronzini       |
|    | Italia (bandiera) | C     | Franco Caccia      |
|    | Italia (bandiera) | D     | Luigi Cagni        |
|    | Italia (bandiera) | C     | Daniele Catto      |
|    | Italia (bandiera) | P     | Mariano Coccia     |
|    | Italia (bandiera) | C     | Michele Colasanto  |
|    | Italia (bandiera) | C     | Piero D'Angelo     |
|    | Italia (bandiera) | D     | Raffaele De Falco  |
|    | Italia (bandiera) | D     | Guglielmo Ferrante |
|    | Italia (bandiera) | C     | Augusto Gentilini  |

| N. |                   | Ruolo | Calciatore             |
| -- | ----------------- | ----- | ---------------------- |
|    | Italia (bandiera) | D     | Franco Ipsaro Passione |
|    | Italia (bandiera) | A     | Giorgio Lunerti        |
|    | Italia (bandiera) | P     | Vincenzo Minguzzi      |
|    | Italia (bandiera) | C     | Alberto Minoia         |
|    | Italia (bandiera) | C     | Pasquale Minuti        |
|    | Italia (bandiera) | A     | Santo Perrotta         |
|    | Italia (bandiera) | D     | Giancarlo Petrangeli   |
|    | Italia (bandiera) | C     | Bruno Ranieri          |
|    | Italia (bandiera) | C     | Marco Rossinelli       |
|    | Italia (bandiera) | D     | Italo Schiavi          |
|    | Italia (bandiera) | A     | Massimo Silva          |
|    | Italia (bandiera) | C     | Fabiano Speggiorin     |

## Risultati

### Serie B

#### Girone di andata
| 12 settembre 1982 1ª giornata | Milan | 2 – 2 | Sambenedettese |  |

| 19 settembre 1982 2ª giornata | Sambenedettese | 2 – 1 | Palermo |  |

| 26 settembre 1982 3ª giornata | Cremonese | 2 – 0 | Sambenedettese |  |

| 3 ottobre 1982 4ª giornata | Sambenedettese | 0 – 1 | Lazio |  |

| 10 ottobre 1982 5ª giornata | Lecce | 1 – 1 | Sambenedettese |  |

| 17 ottobre 1982 6ª giornata | Sambenedettese | 1 – 1 | Reggiana |  |

| 24 ottobre 1982 7ª giornata | Arezzo | 1 – 0 | Sambenedettese |  |

| 31 ottobre 1982 8ª giornata | Sambenedettese | 1 – 1 | Como |  |

| 7 novembre 1982 9ª giornata | Atalanta | 0 – 0 | Sambenedettese |  |

| 14 novembre 1982 10ª giornata | Bologna | 1 – 1 | Sambenedettese |  |

| 21 novembre 1982 11ª giornata | Sambenedettese | 1 – 0 | Perugia |  |

| 28 novembre 1982 12ª giornata | Bari | 1 – 2 | Sambenedettese |  |

| 3 dicembre 1950 13ª giornata | Sambenedettese | 1 – 1 | Pistoiese |  |

| 12 dicembre 1982 14ª giornata | Catania | 1 – 1 | Sambenedettese |  |

| 3 gennaio 1954 15ª giornata | Sambenedettese | 0 – 1 | Cavese |  |

| 2 gennaio 1983 16ª giornata | Campobasso | 1 – 0 | Sambenedettese |  |

| 9 gennaio 1983 17ª giornata | Sambenedettese | 0 – 1 | Varese |  |

| 16 gennaio 1983 18ª giornata | Sambenedettese | 2 – 0 | Monza |  |

| 28 settembre 1947 19ª giornata | Foggia | 1 – 0 | Sambenedettese |  |

#### Girone di ritorno
| 30 gennaio 1983 20ª giornata | Sambenedettese | 1 – 1 | Milan |  |

| 13 febbraio 1983 21ª giornata | Palermo | 1 – 1 | Sambenedettese |  |

| 20 febbraio 1983 22ª giornata | Sambenedettese | 1 – 0 | Cremonese |  |

| 27 febbraio 1983 23ª giornata | Lazio | 1 – 1 | Sambenedettese |  |

| 6 marzo 1983 24ª giornata | Sambenedettese | 0 – 0 | Lecce |  |

| 13 marzo 1983 25ª giornata | Reggiana | 0 – 0 | Sambenedettese |  |

| 20 marzo 1983 26ª giornata | Sambenedettese | 2 – 0 | Arezzo |  |

| 27 marzo 1983 27ª giornata | Como | 2 – 0 | Sambenedettese |  |

| 2 aprile 1983 28ª giornata | Sambenedettese | 0 – 0 | Atalanta |  |

| 10 aprile 1983 29ª giornata | Sambenedettese | 2 – 1 | Bologna |  |

| 17 aprile 1983 30ª giornata | Perugia | 0 – 0 | Sambenedettese |  |

| 24 aprile 1983 31ª giornata | Sambenedettese | 2 – 0 | Bari |  |

| 1º maggio 1983 32ª giornata | Pistoiese | 1 – 1 | Sambenedettese |  |

| 8 maggio 1983 33ª giornata | Sambenedettese | 1 – 3 | Catania |  |

| 15 maggio 1983 34ª giornata | Cavese | 1 – 0 | Sambenedettese |  |

| 22 maggio 1983 35ª giornata | Sambenedettese | 2 – 1 | Campobasso |  |

| 29 maggio 1983 36ª giornata | Varese | 1 – 1 | Sambenedettese |  |

| 5 giugno 1983 37ª giornata | Monza | 1 – 0 | Sambenedettese |  |

| 12 giugno 1983 38ª giornata | Sambenedettese | 3 – 0 | Foggia |  |

## Statistiche

### Statistiche di squadra
| Competizione | Punti | In casa | In casa | In casa | In casa | In casa | In casa | In trasferta | In trasferta | In trasferta | In trasferta | In trasferta | In trasferta | Totale | Totale | Totale | Totale | Totale | Totale | DR |
| Competizione | Punti | G       | V       | N       | P       | Gf      | Gs      | G            | V            | N            | P            | Gf           | Gs           | G      | V      | N      | P      | Gf     | Gs     | DR |
| ------------ | ----- | ------- | ------- | ------- | ------- | ------- | ------- | ------------ | ------------ | ------------ | ------------ | ------------ | ------------ | ------ | ------ | ------ | ------ | ------ | ------ | -- |
| Serie B      | 37    | 19      | 9       | 6       | 4       | 22      | 13      | 19           | 1            | 11           | 7            | 11           | 19           | 38     | 10     | 17     | 11     | 33     | 32     | +1 |
| Coppa Italia | ..    | ..      | .       | .       | .       | ..      | ..      | ..           | .            | .            | .            | ..           | ..           | ..     | .      | .      | .      | ..     | .      | +- |
| Totale       | ..    | ..      | .       | .       | .       | ..      | ..      | ..           | .            | .            | .            | ..           | ..           | ..     | .      | .      | .      | ..     | .      | +- |

### Statistiche dei giocatori
| Giocatore          | Serie B  | Serie B | Coppa Italia | Coppa Italia | Totale   | Totale |
| Giocatore          | Presenze | Reti    | Presenze     | Reti         | Presenze | Reti   |
| ------------------ | -------- | ------- | ------------ | ------------ | -------- | ------ |
| L. Adami           | 20       | 5       | ?            | ?            | 20+      | 5+     |
| M. Bianchi         | 1        | -1      | ?            | ?            | 1+       | -1+    |
| U. Bronzini        | 2        | 0       | ?            | ?            | 2+       | 0+     |
| F. Caccia          | 31       | 3       | ?            | ?            | 31+      | 3+     |
| L. Cagni           | 38       | 0       | ?            | ?            | 38+      | 0+     |
| D. Catto           | 26       | 1       | ?            | ?            | 26+      | 1+     |
| M. Coccia          | 13       | -9      | ?            | ?            | 13+      | -9+    |
| M. Colasanto       | 25       | 4       | ?            | ?            | 25+      | 4+     |
| P. D'Angelo        | 10       | 0       | ?            | ?            | 10+      | 0+     |
| R. De Falco        | 1        | 0       | ?            | ?            | 1+       | 0+     |
| G. Ferrante        | 25       | 1       | ?            | ?            | 25+      | 1+     |
| A. Gentilini       | 31       | 1       | ?            | ?            | 31+      | 1+     |
| F. Ipsaro Passione | 32       | 1       | ?            | ?            | 32+      | 1+     |
| G. Lunerti         | 13       | 1       | ?            | ?            | 13+      | 1+     |
| V. Minguzzi        | 25       | -22     | ?            | ?            | 25+      | -22+   |
| A. Minoia          | 27       | 2       | ?            | ?            | 27+      | 2+     |
| P. Minuti          | 4        | 0       | ?            | ?            | 4+       | 0+     |
| S. Perrotta        | 31       | 4       | ?            | ?            | 31+      | 4+     |
| G. Petrangeli      | 35       | 1       | ?            | ?            | 35+      | 1+     |
| B. Ranieri         | 37       | 1       | ?            | ?            | 37+      | 1+     |
| M. Rossinelli      | 27       | 3       | ?            | ?            | 27+      | 3+     |
| I. Schiavi         | 7        | 0       | ?            | ?            | 7+       | 0+     |
| M. Silva           | 23       | 4       | ?            | ?            | 23+      | 4+     |
| F. Speggiorin      | 6        | 0       | ?            | ?            | 6+       | 0+     |